# Club Baloncesto Las Rozas
El Club Baloncesto Las Rozas es un club de baloncesto España, de la ciudad de Las Rozas de Madrid (Madrid). Fue fundado en 1988.
En la actualidad el Club cuenta con aproximadamente 500 jugadores repartidos en todas las categorías del baloncesto federado, municipal e inclusivo, dónde apuesta fuertemente por la integración social.  
Sus primeros equipos participan en 1ª División de Honor (Máxima categoría del baloncesto en Silla de ruedas), 1ª División Nacional Masculina (5ª Categoría del baloncesto español) y 1ª Autonómica Femenina (4ª categoría del baloncesto femenino español).

## Historia y rasgos principales
El Club Baloncesto Las Rozas fue fundado en 1988 por Jesús Zúñiga, en aquel entonces, alcalde de Las Rozas.  
Primer equipo masculino:
El equipo sénior masculino comenzó su andadura en la temporada 87-88 en Segunda División y, en la siguiente, ascendió a la Primera División Nacional, en aquellos tiempos, segunda categoría del baloncesto español, solo por detrás de la liga ACB. Después de descender a Segunda división, entre 1993 y 1996, vuelve a ascender consolidándose en la Primera División. 
A partir de la temporada 1996-97, el sénior masculino jugó en la Liga EBA y, desde la 1999-00, en Primera Nacional. En la temporada 2008-09 logra el ascenso a EBA, pero por razones económicas no puede consumar dicho ascenso. 
En la temporada 2011-12, fruto de un acuerdo con un grupo de inversores, el CB Las Rozas saca un equipo en la ADECCO Plata con el nombre Omnia CB. Las Rozas. Desde entonces, se mantiene en la 1ª División Nacional Masculina, competición regida por la Federación de Baloncesto de Madrid. 

Primer equipo femenino:
El equipo sénior femenino asciende en la temporada 2005-06 a 1ª División Nacional Femenina y en la temporada 2009-10, con José Luis Vicente como primer entrenador, logra el ascenso a Liga Femenina 2, pero no consigue el apoyo de patrocinadores con lo que tiene que continuar en Primera Nacional. En la siguiente temporada, 2010-11 consigue de nuevo el ascenso a Liga Femenina 2 y esta vez, la directiva si que consigue los apoyos necesarios. 
Más adelante, descendería a 1ª Nacional Femenina y seguidamente a 1ª Autonómica Femenina donde compite en la actualidad.

Cantera:
El cuidado de la cantera se intensificó a comienzos de 2000, año en el que, además de los equipos sénior, compiten 7 equipos (4 masculinos y 3 femeninos). A partir de ese momento, se suceden diferentes directivas (presididas, entre otros, por Manuel Alonso, Eliecer Martínez o Enrique García), todas ellas contando con la ayuda de Rafael López Roberts y teniendo como uno de sus objetivos principales el del crecimiento de la cantera. Para ello contarán con directores deportivos como Manuel Nuñez, Goahar Marín o Jose Mª Fernández. Se produce así un aumento cuantitativo (se pasa de 7 a 19 equipos), que se ve potenciado con la llegada de Diego Grande a la Dirección de minibasket, a través de la intermediación de quien es en ese momento Presidente del Club, Enrique García.
En la temporada 2011-12, con la llegada a la presidencia de un equipo encabezado por Rafael de Asís y formado, entre otros, por Carlos Manzanares, Agustín Plaza y Ana Bergado, se da un nuevo impulso deportivo e institucional, que coincide con la salida del Adecco Plata y el Liga Femenina 2, con un total de 26 equipos. En esta temporada, se incorporan al cuerpo técnico Sasha Stratijev como Director de baloncesto, y Lorenzo Vidal como responsable de tecnificación. Además, el Club pone en marcha una serie de proyectos destinados a extender la cultura del baloncesto. La visión del nuevo equipo directivo pretende educar a través del juego y el deporte fomentando la práctica del baloncesto como una cultura de vida y un instrumento educativo, basado en valores y actitudes. 
En la temporada 2012-13, no saca equipo en la Adecco Plata, pero continúa con su proyecto de Liga Femenina 2 y con 28 equipos más. Además, inaugura un proyecto de Baloncesto inclusivo con una Escuela de Baloncesto en silla de ruedas. Desde entonces y hasta hoy no ha parado de crecer la ilusión y el trabajo en esta área. Además, en esta temporada, se pone en marcha un programa interno de formación de entrenadores que dará lugar a la realización de varios clinics en las siguientes temporadas.
En las cinco temporadas siguientes, el Club Baloncesto Las Rozas llega hasta los 41 equipos federados (uno de ellos en la liga FEMADDI de discapacidad intelectual), a los que hay que sumar varios equipos en la liga municipal de Las Rozas, llegando a contar con más de 600 deportistas convirtiéndose en el segundo Club de Madrid en lo referido a número de equipos federados. 
A lo largo de estas temporadas, entre otros hitos, el Club abre un área de Psicología deportiva de la que se encarga el Centro de Psicología Aplicada al Deporte de la Universidad Autónoma de Madrid; está presente en varios centros educativos de Las Rozas con el Programa "Baloncesto en tu colegio"; pone en marcha el Programa Aula, bajo la dirección de Sasha Stratijev, y el Programa Colabora; crea un servicio médico interno de referencia; apoya la constitución de la Peña Rozascerontes; intensifica su proyección en el ámbito de la discapacidad con la creación de varias escuelas para jugadores con discapacidad intelectual, bajo la dirección de Javier Chorén; pone en marcha un Plan de Igualdad; comienza a organizar un Campus de Baloncesto junto a los hermanos Guillermo Hernangómez y Juancho Hernangómez; llega a un acuerdo con la Fundación FDI para sacar un equipo en la Primera División de Baloncesto en Silla de Ruedas. 
En junio de 2018 se organiza el Torneo 30 aniversario con la participación de más de 2.000 jugadores.
En la temporada 2018-19 la Junta Directiva capitaneada por Rafael de Asís, toma la decisión de dar por concluido su ciclo. Accede a la Presidencia del Club un equipo capitaneado por Alberto Alonso, exjugador del Club en los '90. Para liderar el cambio se ficha como General Manager a Juan Pedro González, educador y gestor deportivo. Una de las novedades es la supresión de las Coordinaciones Masculina y Femenina en favor de la Dirección Técnica de Advance (equipos con mayor nivel de exigencia lectiva), a cargo de Antonio Blázquez, 'James', la Dirección Técnica de Growth (equipos cuyo fin es el desarrollo individual a otra velocidad con el mismo fin: llegar al máximo que uno mismo puede dar), bajo la dirección de Sasha Stratijev. Se mantienen las direcciones de Mini, Discapacidad y Preparación Física.
En la temporada 2022-23 se produce un nuevo cambio en la Junta Directiva, accediendo a su presidencia Juan Gil. Entre las primeras decisiones de la nueva Junta Directiva está el cambio del logo y la vuelta al azul como color de la primera equipación de los equipos. Juan Pedro González deja el Club y se inicia un nuevo proyecto.

## Uniforme
Primer uniforme: Azul

Segundo uniforme: Blanco
En la temporada 2012-2013, con motivo de la celebración de su 25 aniversario, la primera equipación es de color negro (camiseta) y rojo (pantalón), a excepción del LF2 que juega todo de negro.

## Pabellones e instalaciones
Polideportivo Alfredo Espiniella. Avda Comunidad de La Rioja, 4. 28231 Las Rozas: Donde juegan sus equipos de MiniBasket, Growth y Advance.
Polideportivo San José de Las Matas. c/Camino del Garzo, s/n Las Matas (Las Rozas): Pabellón donde entrena y juega el primer equipo de silla de ruedas (FDI).
Polideportivo de Entremontes: Donde desarrolla su actividad la Escuela de Baloncesto Inclusivo.
Además los equipos del CB. Las Rozas entrenan y juegan en los gimnasios de Centros Educativos de Las Rozas como: Instituto de Educación Secundaria Carmen Conde, Colegio El Cantizal, Colegio La Encina, Colegio Los Jarales, Colegio Mario Vargas Llosa, Colegio San José de Las Matas, Instituto Federico García Lorca.

## Área de comunicación
Desde la temporada 20/21 y bajo la coordinación de Julia López, licenciada en Comunicación y jugadora del Club desde mini, el Club pretende mejorar la comunicación interna y externa con el fin de mostrarse lo más transparente y accesible.
Podemos seguir las novedades del Club Baloncesto Las Rozas en:
- Twitter
- Facebook
- Instagram
- Tik-Tok
- Youtube
- Página web: http://www.cblr.es

## Patrocinadores
Lock4data Consultores
SoftwareOne
Nalanda
Solutio
VIPS Archivado el 22 de marzo de 2023 en Wayback Machine.